# Edmund Dalbor

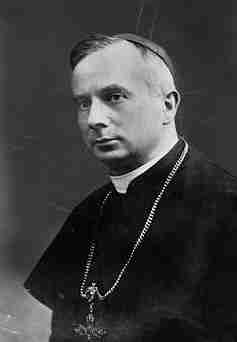
Edmund Kardinal Dalbor, Primas von Polen

Kardinalswappen

Signatur von Kardinal Dalbor

Edmund Kardinal Dalbor (* 30. Oktober 1869 in Ostrowo, Provinz Posen; † 13. Februar 1926 in Posen, Polen) war Erzbischof von Gniezno (Gnesen) und Posen sowie Primas von Polen.

## Leben

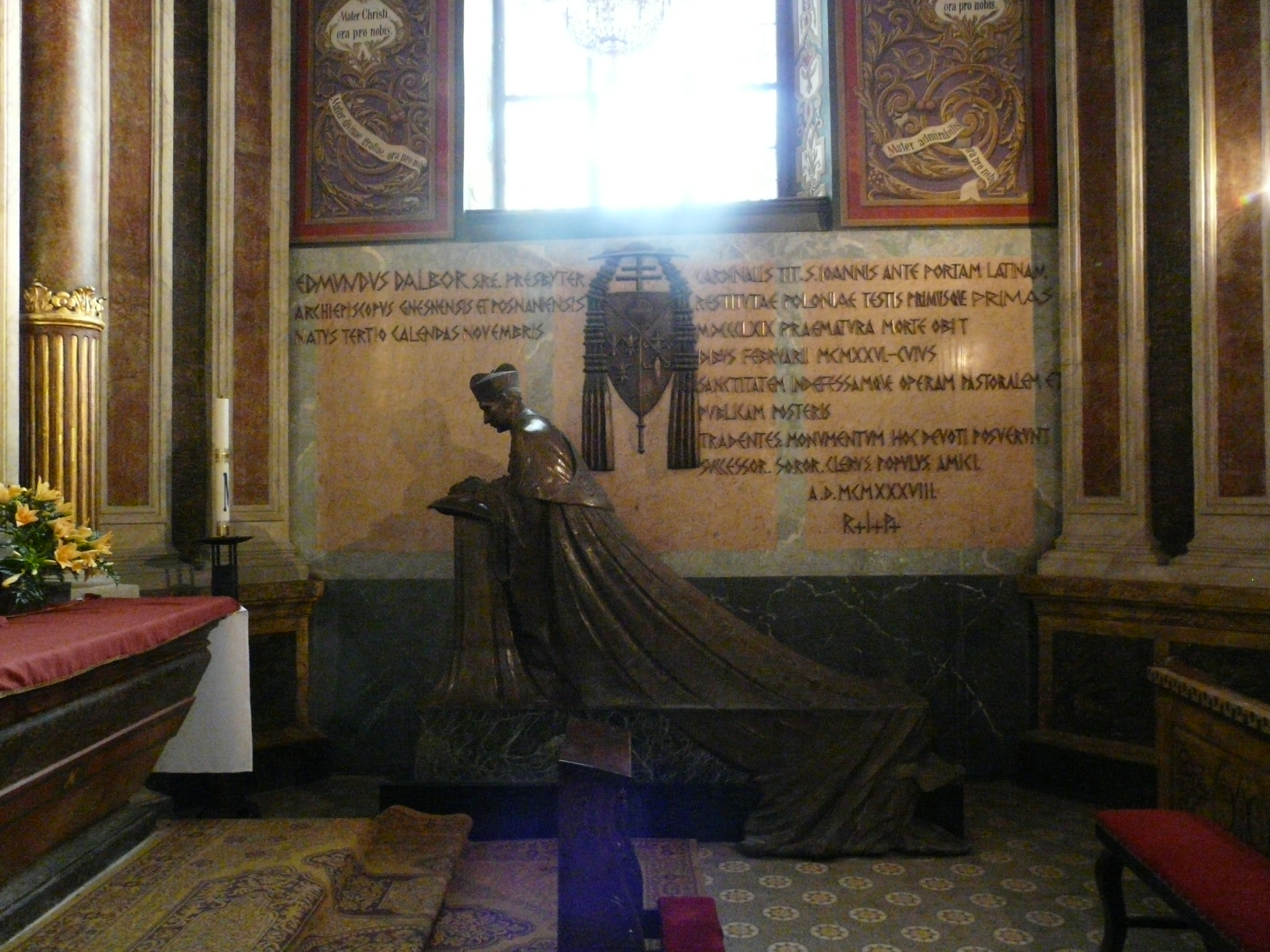
Grabmal des Primas in der Kathedrale von Gnesen

Edmund Dalbor studierte in Münster, Gnesen, Posen und Rom die Fächer Katholische Theologie und Philosophie und empfing am 25. Februar 1893 das Sakrament der Priesterweihe. 1894 wurde er an der Päpstlichen Universität Gregoriana zum Doktor des Kanonischen Rechts promoviert.
Von 1893 bis 1915 wirkte er als Seelsorger, Dozent und Kirchenrechtler in Posen, wobei er ab 1909 als Generalvikar der Administration des Bistums vorstand. 1915 erhielt er die Ernennung zum Erzbischof von Gnesen und Posen. Die Bischofsweihe spendete ihm am 21. September 1915 der Kölner Erzbischof Felix Kardinal von Hartmann; Mitkonsekratoren waren Adolf Bertram, Bischof von Breslau, und Wilhelm Atanazy Kloske, Titularbischof von Theodosiopolis in Armenia, Rektor des Breslauer Priesterseminars und Offizial der Erzdiözese Gnesen. Papst Benedikt XV. nahm Edmund Dalbor 1919 als Kardinalpriester mit der Titelkirche San Giovanni a Porta Latina in das Kardinalskollegium auf.
Am 13. Februar 1926 starb Edmund Dalbor und wurde in der Kathedrale von Gnesen beigesetzt.